# Meathop and Ulpha
Meathop and Ulpha var  en civil parish 1866–2015 när det uppgick i Witherslack, Meathop and Ulpha i Storbritannien. Den ligger i grevskapet Cumbria och riksdelen England, i den centrala delen av landet, 300 km nordväst om huvudstaden London. Antalet invånare är 154.